# (7083) Kant
(7083) Kant est un astéroïde de la ceinture principale découvert le 4 février 1989 par l'astronome belge Eric Walter Elst.

## Historique
Le lieu de découverte, par l'astronome belge Eric Walter Elst, est l'Observatoire de La Silla.
Sa désignation provisoire, lors de sa découverte le 4 février 1989, était 1989 CL3.
Il fut nommé en hommage au philosophe allemand Emmanuel Kant.

## Caractéristiques
Sa distance minimale d'intersection de l'orbite terrestre est de 1,173 390 ua.